# Arthur Francis Grimble
Sir
Arthur Francis Grimble KCMG (geb. 11. Juni 1888, Hongkong; gest. 13. Dezember 1956, London, Vereinigtes Königreich) war ein britischer Beamter des Colonial Service, Schriftsteller und Hörfunkmoderator.

## Leben
Grimble erhielt seine Ausbildung an Chigwell School und Magdalene College, Cambridge. Er ging für weitere Studien nach Frankreich und Deutschland. Nachdem er 1914 eine Anstellung beim Colonial Office erhalten hatte, wurde er der erste Cadet Administrative Officer in den Gilbert- und Elliceinseln. Ab April 1919 diente er als Governor of the Gilbert and Ellice Islands (Resident Commissioner) bis Herbert Reginald McClure seine Stelle als Resident Commissioner antrat. 1925 folgt Grimble auf McClure als Resident Commissioner. Er erlernte das Gilbertesische und wurde ein Spezialist für die Mythen und die orale Traditions der I-Kiribati. Er blieb bis 1933 auf den Inseln und wurde fü viele Menschen eine wichtige Inspiration durch seine Radiobeiträg bei der BBC in den 1950ern und sein Buch A Pattern of Islands, einen Bestseller.
Grimble wurde später Gouverneur der Seychellen (1936–1942) und diente als Gouverneur der Windward Islands (1942–1948). Er wurde als  Knight Commander des Order of St Michael and St George (KCMG) am 1. Januar 1930 geadelt.

## Literarische Karriere
Nach seiner Pensionierung und der Rückkehr nach Großbritannien 1948 arbeitete Grimble als Schriftsteller und Radiomoderator. Er verfasste das Buch A Pattern of Islands (London, John Murray 1952, in den USA: We Chose the Islands) und das Buch Return to the Islands (1957). Pacific Destiny, ein Film, der auf seinen Erfahrungen basiert, wurde 1956 veröffentlicht. Grimbles wissenschaftliche Arbeit über die Kultur der Gilbertinseln ist in Henry Evans Maudes Buch Tungaru Traditions: Writings on the Atoll Culture of the Gilbert Islands (Honolulu: University of Hawaii Press,  1989. ISBN 0-8248-1217-4) veröffentlicht.

Wappen von Kiribati

## Heraldische Kunst
1931 entwarf Grimble das Wappen der britischen Kolonie Gilbert and Ellice Islands, welches 1937 offiziell angenommen wurde. Der Entwurf wurde für die heutige Flagge von Kiribati beibehalten.